# Muirchu moccu Machtheni
Muirchu moccu Machtheni in lingua latina Maccutinus, normalmente noto come Muirchu, (fl. VII secolo) è stato un monaco cristiano e storico irlandese vissuto nel VII secolo a Leinster.

## Biografia
Egli è noto per la sua Vita sancti Patricii o agiografia di San Patrizio, una delle prime del famoso santo irlandese del V secolo, che accredita Patrizio di aver convertito l'Irlanda al cattolicesimo prima della diffusione del monachesimo. L'opera venne dedicata al vescovo Aed di Slébte. 
Mentre contiene molti episodi miracolosi, il lavoro è probabilmente "più accurato di quanto non ci si possa aspettare date la fonti disponibili"